# Keetje Tippel (Zangeres Zonder Naam)
Keetje Tippel is een lied gezongen door de Zangeres Zonder Naam. Het werd met B-kant Vele vele malen op single uitgebracht. De single haalde de goudstatus (meer dan 100.000 exemplaren verkocht). 
De Zangeres Zonder Naam was in 1974 even weg uit de Nederlandse hitparades, minstens vier singles flopten.
Regisseur Paul Verhoeven was in die dagen bezig met zijn film Keetje Tippel. Liedjesschrijver Aad Klaris hoorde ervan en begon aan een lied onder dezelfde titel. Lied en film zouden overigens een apart leven blijven leiden. Klaris had het lied nog niet af, toen hij muziekproducent Johnny Hoes belde. Hij was bezig met een nieuw lied, hij zong wat door de telefoon en Hoes vroeg of hij zo snel mogelijk naar de geluidsstudio kon komen. De muziek stond binnen enkele opnamen op de geluidsband. Naar beweerd wordt, zong de Zangeres Zonder Naam het in één keer in.
De single Telstar 2085 dreef deels mee op het succes van de film en er zouden 250.000 exemplaren over de toonbank gaan. Het plaatje stond negen weken in de Nationale Hitparade met een topnotering op plaats 4. In de voorloper van de Ultratop 50 stond het eveneens negen weken genoteerd met een topnotering op plaats 7. In de Nederlandse Top 40 stond het tien weken met als hoogste positie plaats 8. 
Het nummer werd bijgeperst op de elpee Keetje Tippel en andere liedjes uit ’t rosse leven, die later in 1975 werd uitgebracht.
Aad Klaris zou in 1976 de single Ode aan de zangeres (zonder naam) uitgeven, waarbij hij op de melodielijn een lied schreef over de Zangeres Zonder Naam, die vanwege een conflict met Johnny Hoes in zijn ogen te weinig te horen was op de radio.  De Zangeres Zonder Naam stapte rond 1977 over naar Bovema, de concurrent van Hoes.
In 1980 volgde nog een heruitgave op Telstar 2351.